# سرعوف مصلي
السرعوف المصلي أو فرس النهر (الاسم العلمي: Mantis) هو جنس من الحشرات يتبع فصيلة السراعيف المصلية من رتبة السرعوفيات.

## أنواع السرعوف المصلي

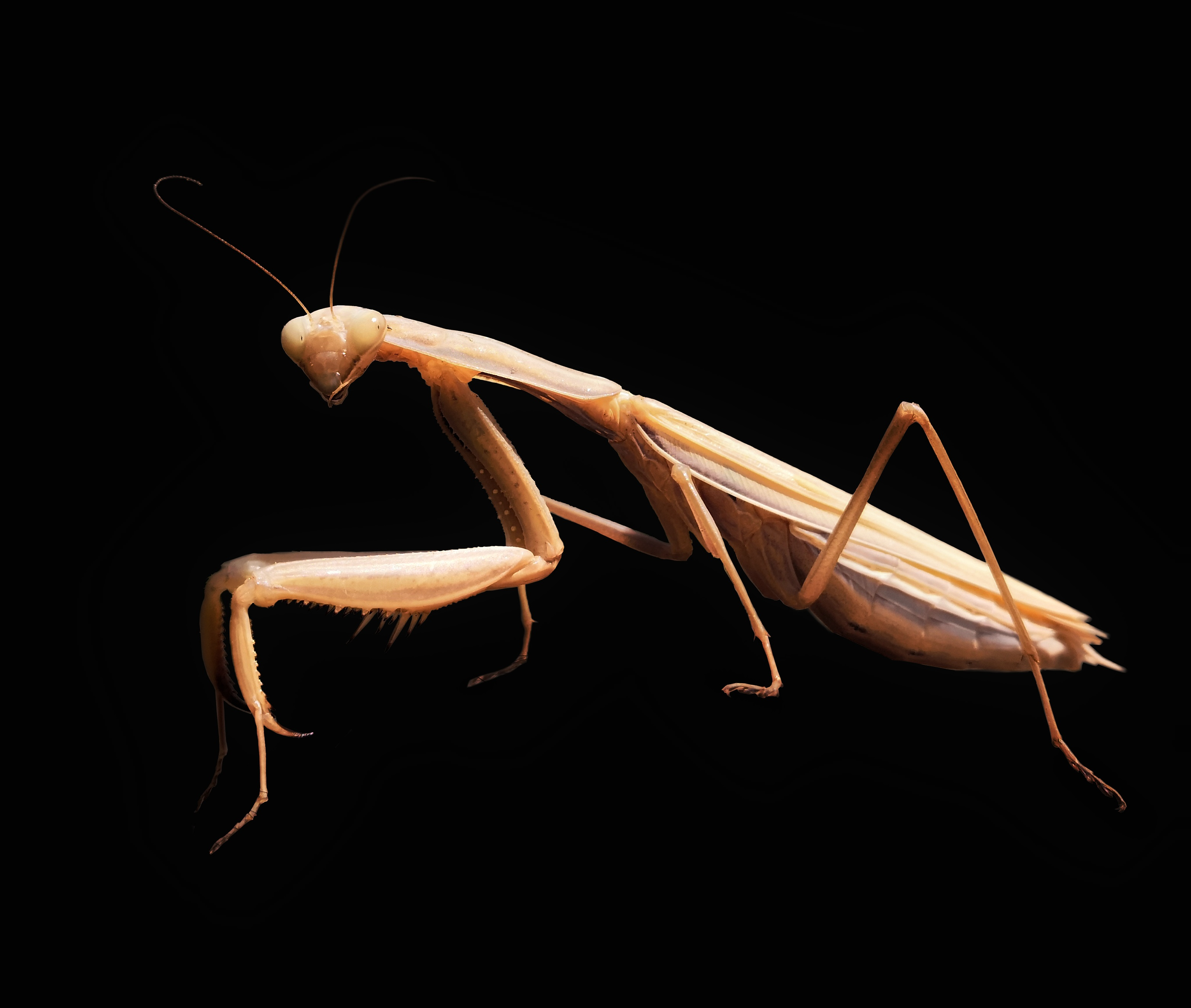
أنثى سرعوف أوروبي بنية بالغة

- سرعوف بايري
- سرعوف غريفودي
- سرعوف هندي
- سرعوف مميز
- سرعوف كبير الأجنحة
- سرعوف كبير الرأس
- سرعوف ثماني النقط
- سرعوف أوروبي
- سرعوف جميل
- سرعوف ثلاثي الألوان